# Robert Lipka
Robert Piotr Lipka (ur. 1 grudnia 1961 w Warszawie) – polski działacz społeczny, antropolog kultury i urzędnik państwowy, w latach 1998–2001 podsekretarz stanu w Ministerstwie Obrony Narodowej i komendant główny Związku Strzeleckiego „Strzelec” Organizacji Społeczno-Wychowawczej.

## Życiorys
Ukończył studia z antropologii kulturowej, zajmował się m.in. badaniem subkultur młodzieżowych. Pracował w Instytucie Badań Problemów Młodzieży, gdzie został zakładowym działaczem „Solidarności”. Był współzałożycielem Związku Strzeleckiego „Strzelec”, a od 1998 do 2001 jego komendantem głównym w stopniu brygadiera. Objął funkcję dyrektora generalnego Związku Młodzieży Chrześcijańskiej Polskiej YMCA. W 1994 został członkiem Rady ds. Młodzieży przy Prezydencie RP.
16 marca 1998 objął stanowisko podsekretarza stanu ds. społecznych i parlamentarnych w Ministerstwie Obrony. Odwołany ze stanowiska 19 marca 2001. Miało to związek z incydentem z 12 marca, kiedy wiceminister przybył na spotkanie z dowódcami i pracownikami garnizonu w Grudziądzu spóźniony, nieprzygotowany i pod wpływem alkoholu. Stanął później na czele Związku Sportów Obronnych. Później zasiadł w radach nadzorczych fundacji charytatywnych i objął funkcję prezesa zarządu firmy doradczej Texel. Prowadził także szkolenia z zakresu zabezpieczania budynków.
Zna trzy języki obce, jest stanu wolnego.